# 일흔 살과 일곱 살
《일흔살과 일곱살》은 MBC에서 1992년 2월 3일에 방영된 설날 특집 드라마이다. 실향의 아픔을 간직한 채 살아가는 일흔 살 노인과 우주에 대한 무한한 꿈을 가진 일곱 살 소년의 희망을 열기구라는 상징적 매개체로 묶어 그린 드라마로, 현대 핵가족사회로 인한 세대간의 갈등과 차이를 극복하는 홈드라마이다.

## 줄거리
박세훈의 가족은 최근 아내를 잃고 혼자 남게 된 아버지를 모시고 살기로 결정하고 과수원에서 서울로 모셔온다. 박노인은 함께 쓰게 된 방 때문에 손자 철이와 앙숙관계가 된다.

## 등장 인물
- 오현경 : 할아버지 역
- 최상훈 : 아들 역
- 양미경 : 며느리 역
- 천영덕 : 손자 역